# 원수 (후한)
원수(袁綏, ? ~ ?)는 후한 말기의 관료로, 서주 광릉군 사람이다.

## 사적
태부연(太傅掾)을 지냈다.
초평 원년(190년), 광릉태수 장초는 제후들과 연합하여 동탁을 쳤다. 이때 원수는 장초의 명령으로 광릉의 업무를 맡았다.

## 출전
- 진수, 《삼국지》 권57 우육장낙육오주전(虞陸張駱陸吾朱傳) 배송지주(裴松之注)